# Timeless (album d'Art Pepper)
Pour les articles homonymes, voir Timeless.
Albums de Art Pepper
Complete Surf Club Sessions
(1952) Holiday Flight - Light House 1953
(1953)
Timeless est une compilation jazz du saxophoniste Art Pepper parue en 2002 sur le label Savoy Jazz. Les morceaux, enregistrés entre 1952 et 1953, sont principalement issus de l'album Surf Ride (1956).

## Titres de l'album
L'album contient 14 titres. Sur les douze morceaux de l'album Surf Ride (Savoy,1956), dix sont repris et les quatre autres morceaux appartiennent à d'autres séances d'enregistrement du label. Ces morceaux sont issus des trois premières séances d'enregistrement effectuées par Art Pepper en tant que leader. Il y est à la tête de deux quartets au style West Coast et un quintet avec le saxophoniste ténor Jack Montrose. Huit morceaux sont composés par Art Pepper, dont certains seront à son répertoire pendant des années telles que Surf Ride et Chili Pepper, tandis que d'autres sont plus rares comme Cinnamon et Art's Oregano.
| N°  | Titre                    | Compositeur                             | Durée |
| --- | ------------------------ | --------------------------------------- | ----- |
| 1.  | The Way You Look Tonight | Dorothy Fields, Jerome Kern             | 3:47  |
| 2.  | Nutmeg                   | Art Pepper                              | 3:13  |
| 3.  | What's New               | Johnny Burke, Bob Haggart               | 3:29  |
| 4.  | Surf Ride                | Art Pepper                              | 2:52  |
| 5.  | These Foolish Things     | Harry Link, Holt Marvell, Jack Strachey | 2:40  |
| 6.  | Chili Pepper             | Art Pepper                              | 2:58  |
| 7.  | Tickle Toe               | Lester Young                            | 2:52  |
| 8.  | Everything Happens To Me | Tom Adair, Matt Dennis                  | 3:06  |
| 9.  | Suzy The Poodle          | Art Pepper                              | 3:12  |
| 10. | Thyme Time               | Art Pepper                              | 3:28  |
| 11. | Straight Life            | Johnny Mandel, Art Pepper               | 2:53  |
| 12. | Deep Purple              | Peter DeRose, Mitchell Parish           | 3:58  |
| 13. | Cinnamon                 | Art Pepper                              | 3:09  |
| 14. | Art's Oregano            | Art Pepper                              | 3:06  |

## Enregistrement
Les trois séances d'enregistrement ont lieu à Los Angeles; le 4 mars 1952 pour les titres 4 et 5, puis le 8 octobre 1952 pour les titres  de 6 à 9 et enfin le 25 août 1953 pour l'enregistrement des titres 1 à 3 et 10 à 14.
| Musicien          | Instrument      | Titre               |  | Équipe technique |                                 |
| ----------------- | --------------- | ------------------- |  | ---------------- | ------------------------------- |
| Art Pepper        | saxophone alto  | 1 - 14              |  | Dick Bock        | producteur (sessions initiales) |
| Jack Montrose     | saxophone ténor | 1 - 3, 10 - 14      |  | Ray Boarman      | producteur                      |
| Claude Williamson | piano           | 1 - 3, 10 - 14      |  | Miguel Reyes     | couverture                      |
| Russ Freeman      | piano           | 6 - 9               |  | Bill Milkowski   | annotations                     |
| Hampton Hawes     | piano           | 4, 5                |  |                  |                                 |
| Monty Budwig      | contrebasse     | 1 - 3, 10 - 14      |  |                  |                                 |
| Joe Mondragon     | contrebasse     | 4, 5                |  |                  |                                 |
| Bob Whitlock      | contrebasse     | 6 - 9               |  |                  |                                 |
| Larry Bunker      | batterie        | 1, 4, 5, 10, 11, 14 |  |                  |                                 |
| Paul Vallerina    | batterie        | 2, 3, 12, 13        |  |                  |                                 |
| Bobby White       | batterie        | 6 - 9               |  |                  |                                 |

## Réception
Matt Collar indique sur AllMusic que « ces morceaux sont des exemples caractéristiques du jazz west coast du milieu des années 1950 ».